# Stefania Belmondo
Stefania Belmondo (Vinadio, 13 gennaio 1969) è un'ex fondista italiana, una delle atlete più titolate della storia della disciplina, con dieci medaglie olimpiche (seconda in campo femminile, condiviso con la russa Raisa Smetanina, dietro alla norvegese Marit Bjørgen), e tredici iridate. Ha totalizzato 23 vittorie in gare di Coppa del Mondo, che la rendono l'italiana più vincente di sempre nel circuito mondiale. Le 10 medaglie olimpiche conquistate in carriera ne fanno la seconda atleta donna italiana più medagliata nella storia Olimpica dell'Italia, dopo Arianna Fontana.

## Biografia

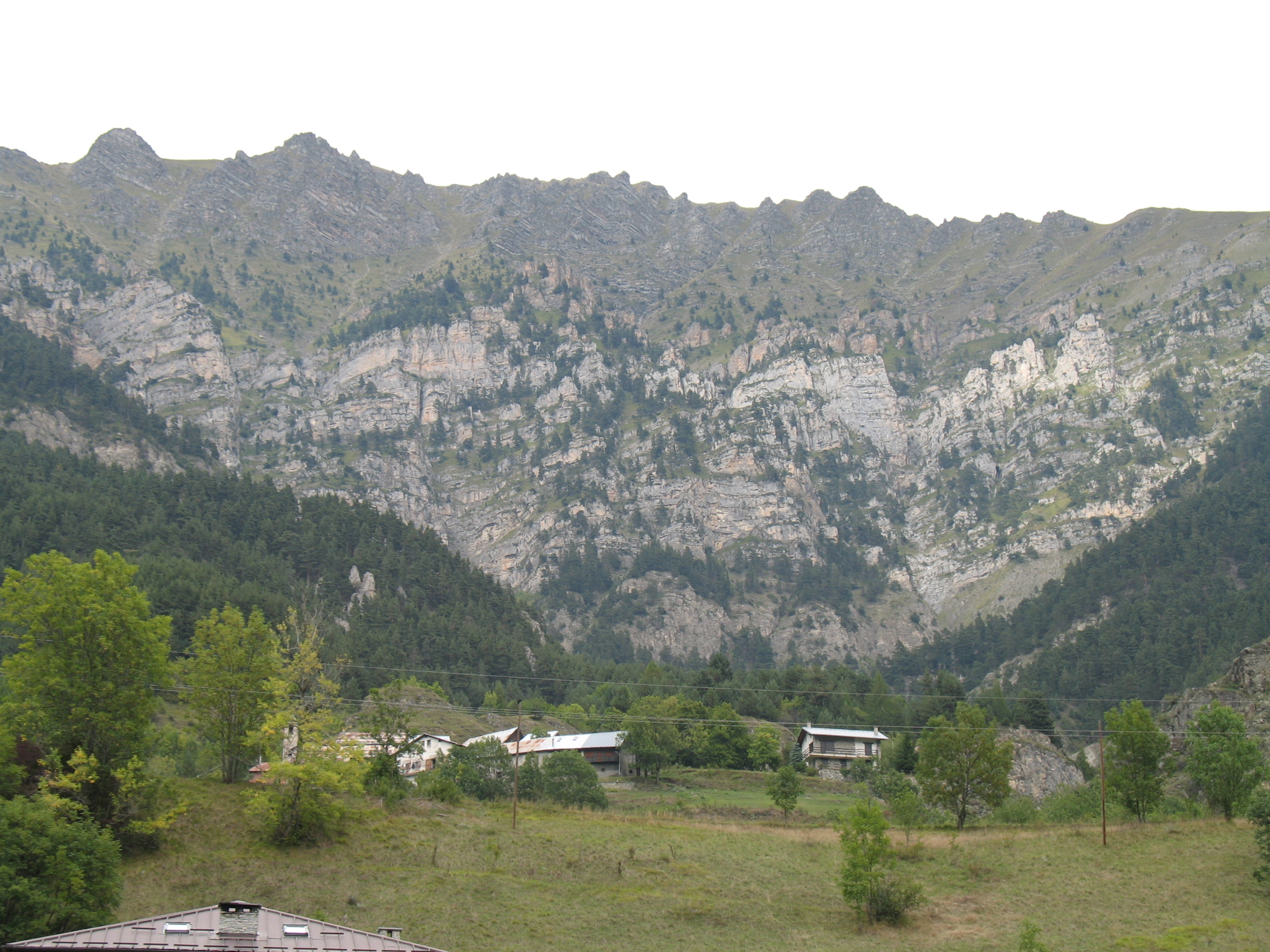
Veduta sulle montagne di Pietraporzio, luogo natale di Stefania Belmondo

Figlia di una casalinga e di un dipendente dell'Enel, Stefania Belmondo - nata a Vinadio ma cresciuta a Pontebernardo, frazione di Pietraporzio - iniziò a sciare all'età di tre anni sulle piste della Valle Stura. Vive a Demonte.
Sposatasi nel 1994 con un compaesano, ha avuto due figli. I coniugi hanno poi divorziato nel 2016.

### Stagioni 1987-1990
In Coppa del Mondo esordì nella stagione 1986-1987 (64ª nella sua prima gara); nella stagione seguente entrò a far parte della squadra nazionale italiana e successivamente partecipò ai XV Giochi olimpici invernali di Calgary 1988, in Canada (19ª nella 10 km, 29ª nella 20 km, 10ª nella staffetta).
Nella stessa stagione vinse le sue prime medaglie ai Mondiali juniores: argento nella 5 km e bronzo nella staffetta. Ai Mondiali juniores dell'anno successivo conquistò due ori, i primi di un'atleta italiana nelle rassegne iridate giovanili. Il 12 dicembre 1989 ottenne la prima vittoria, nonché primo podio, in Coppa del Mondo, nella 15 km a tecnica libera di Salt Lake City. Terminò la stagione all'ottavo posto in classifica generale.

### Stagioni 1991-1994
Nella stagione 1990-1991 vinse alcune gare in Coppa e due medaglie iridate, il bronzo nella 15 km e l'argento nella staffetta 4×5 km. A fine stagione risultò seconda nella classifica generale di Coppa. Ai XVI Giochi olimpici invernali di Albertville 1992 ottenne le sue prime tre medaglie olimpiche, tra le quali l'oro nella 30 km. In Coppa fu nuovamente seconda, superata come l'anno precedente dalla russa Elena Välbe.
Nel 1993 divenne campionessa mondiale della 10 km e della 30 km e chiuse la stagione di Coppa al terzo posto. Al termine della stagione subì un intervento chirurgico al piede destro per curare l'alluce valgo, disturbo che le avrebbe causato quattro anni di difficoltà. Dopo una seconda operazione, eseguita nel settembre del 1993, partecipò ai XVII Giochi olimpici invernali di Lillehammer 1994, dove ottenne due medaglie di bronzo; nella classifica finale di Coppa fu quarta. Nonostante i medici le avessero consigliato di interrompere l'attività agonistica, la Belmondo decise di continuare.

### Stagioni 1995-2002
Le stagioni 1994-1995 e 1995-1996 furono inferiori alle precedenti. Invece ai Mondiali del 1997 vinse quattro medaglie d'argento, tutte alle spalle della Vjal'be, ricevette la Medaglia Holmenkollen, uno dei riconoscimenti più prestigiosi dello sci nordico, e chiuse ancora al secondo posto la classifica di Coppa del Mondo, vincendo la Coppa di specialità di sprint, assegnata quell'anno per la prima volta.
Ai XVIII Giochi olimpici invernali di Nagano 1998 ottenne il bronzo nella staffetta 4×5 km e l'argento nella 30 km; in Coppa del Mondo fu terza sia nella classifica generale, sia nelle due classifiche di specialità (sprint e lunga distanza). Ai Mondiali dell'anno seguente vinse due medaglie d'oro e una d'argento. Nella stessa stagione la Belmondo si aggiudicò la classifica di Coppa del Mondo generale, a pari merito con la norvegese Bente Skari che comunque ricevette la coppa di cristallo grazie al maggior numero di vittorie.
Dopo altre due stagioni condotte ad alto livello, ma non in posizioni di vertice (2000 e 2001), ai XIX Giochi olimpici invernali di Salt Lake City 2002 vinse un'ultima medaglia d'oro, nella 15 km a tecnica libera, oltre a una d'argento nella 30 km a tecnica classica e a una di bronzo nella 10 km, sempre a tecnica classica (la medaglia di bronzo le fu consegnata un anno e mezzo dopo la gara, a seguito della squalifica per doping della 2ª classificata, la russa Ol'ga Danilova, e della 4ª classificata Larisa Lazutina), ripetendo così la tripletta di 10 anni prima. Chiuse la stagione di Coppa al terzo posto, per poi annunciare il proprio ritiro dalle competizioni.
Nel 2004 ipotizzò un rientro nell'agonismo, ma successivamente rinunciò per dedicarsi alla famiglia.

### Altre attività
Dopo il ritiro, ha prestato servizio nel Corpo forestale dello Stato (suo corpo d'appartenenza), per poi passare nel 2017 in forza al Comando unità per la tutela forestale, ambientale e agroalimentare dei Carabinieri (che ha rilevato le competenze del disciolto C.F.S.). Fu ultimo tedoforo nel corso della Cerimonia di apertura dei XX Giochi olimpici invernali di Torino 2006, occupandosi pertanto di "accendere" il braciere olimpico. Dal 2003 è diventata commentatrice televisiva delle gare di sci di fondo per la televisione pubblica italiana Rai.

## Palmarès

### Olimpiadi
- 10 medaglie:
  - 2 ori (30 km tecnica libera[14] ad Albertville 1992; 15 km tecnica libera partenza in linea a Salt Lake City 2002)
  - 3 argenti (10 km t.l. ad inseguimento[14] ad Albertville 1992; 30 km tecnica libera a Nagano 1998; 30 km tecnica classica a Salt Lake City 2002)
  - 5 bronzi (staffetta[14] ad Albertville 1992 con Bice Vanzetta, Manuela Di Centa, Gabriella Paruzzi; 10 km t.l. ad inseguimento[14], staffetta[14] a Lillehammer 1994 con Manuela Di Centa, Bice Vanzetta e Gabriella Paruzzi; staffetta a Nagano 1998 con Karin Moroder, Gabriella Paruzzi e Manuela Di Centa; 10 km tecnica classica a Salt Lake City 2002)

### Mondiali
- 13 medaglie:
  - 4 ori (inseguimento[14], 30 km[14] a Falun 1993; 15 km[14], inseguimento[14] a Ramsau am Dachstein 1999)
  - 7 argenti (staffetta[14] a Val di Fiemme 1991; staffetta[14] a Falun 1993; 5 km[14], 15 km[14], 30 km[14], inseguimento[14] a Trondheim 1997; staffetta[14] a Ramsau am Dachstein 1999)
  - 2 bronzi (15 km[14] a Val di Fiemme 1991; staffetta a Lahti 2001)

### Mondiali juniores
- 4 medaglie[7]:
  - 2 ori (a Vang 1989)
  - 1 argento (5 km a Saafelden 1988)
  - 1 bronzo (staffetta a Saafelden 1988)

### Coppa del Mondo
- Miglior piazzamento in classifica generale: 2ª nel 1999 (a pari punti con la prima, Bente Skari, cui fu assegnata la coppa di cristallo grazie al maggior numero di vittorie[7])
- Vincitrice della Coppa del Mondo di sprint nel 1997
- 72 podi (54 individuali, 18 a squadre[15]), oltre a quelli conquistati a Giochi olimpici e campionati del mondo:
  - 22 vittorie (18 individuali, 4 a squadre)
  - 27 secondi posti (21 individuali, 6 a squadre)
  - 24 terzi posti (15 individuali, 9 a squadre)

#### Coppa del Mondo - vittorie
| Data             | Luogo               | Paese       | Disciplina                                                          |
| ---------------- | ------------------- | ----------- | ------------------------------------------------------------------- |
| 10 dicembre 1989 | Salt Lake City      | Stati Uniti | 15 km TL                                                            |
| 9 dicembre 1990  | Tauplitzalm         | Austria     | 25 km PU                                                            |
| 9 dicembre 1991  | Silver Star         | Canada      | 15 km TC                                                            |
| 11 gennaio 1992  | Cogne               | Italia      | 30 km TL                                                            |
| 29 febbraio 1992 | Lahti               | Finlandia   | 30 km TC                                                            |
| 16 gennaio 1993  | Cogne               | Italia      | 10 km TL                                                            |
| 29 novembre 1995 | Gällivare           | Svezia      | 10 km TL                                                            |
| 3 febbraio 1996  | Seefeld in Tirol    | Austria     | Sprint a squadre TL (con Manuela Di Centa)                          |
| 7 dicembre 1996  | Davos               | Svizzera    | 10 km TC                                                            |
| 14 dicembre 1996 | Brusson             | Italia      | 15 km TL                                                            |
| 11 gennaio 1997  | Hakuba              | Giappone    | 5 km TC                                                             |
| 12 gennaio 1997  | Hakuba              | Giappone    | 15 km PU                                                            |
| 19 gennaio 1997  | Lahti               | Finlandia   | 8x1,5 km Teamsprint TL (con Sabina Valbusa)                         |
| 15 marzo 1997    | Oslo                | Norvegia    | 30 km TL                                                            |
| 11 gennaio 1998  | Ramsau am Dachstein | Austria     | 10 km TL                                                            |
| 7 marzo 1998     | Lahti               | Finlandia   | 15 km TL                                                            |
| 2 febbraio 2000  | Trondheim           | Norvegia    | 5 km TL                                                             |
| 20 febbraio 2000 | Lamoura/Mouthe      | Francia     | 44 km TL MS                                                         |
| 13 gennaio 2001  | Soldier Hollow      | Stati Uniti | 4x5 km (con Sabina Valbusa, Gabriella Paruzzi e Cristina Paluselli) |
| 9 marzo 2002     | Falun               | Svezia      | 10 km PU                                                            |
| 10 marzo 2002    | Falun               | Svezia      | 4x5 km (con Sabina Valbusa, Gabriella Paruzzi e Cristina Paluselli) |
| 16 marzo 2002    | Oslo                | Norvegia    | 30 km TL                                                            |

Legenda:
MS = partenza in linea
PU = inseguimento
TC = tecnica classica
TL = tecnica libera

### Campionati italiani
- 35 ori[16]

## Riconoscimenti
- Medaglia Holmenkollen nel 1997
- Gazzetta Sports Awards: 3

Categoria Donna dell'anno in ambito italiano: 1993, 1999, 2002
- Nel maggio 2015, una targa a lei dedicata fu inserita nella Walk of Fame dello sport italiano a Roma, riservata agli ex-atleti italiani che si sono distinti in campo internazionale.[19][20]